# Сен-Жермье (Верхняя Гаронна)
Сен-Жермье́ (фр. Saint-Germier, окс. Sant Germièr) — коммуна во Франции, находится в регионе Юг — Пиренеи. Департамент — Верхняя Гаронна. Входит в состав кантона Вильфранш-де-Лораге. Округ коммуны — Тулуза.
Код INSEE коммуны — 31485.

## География

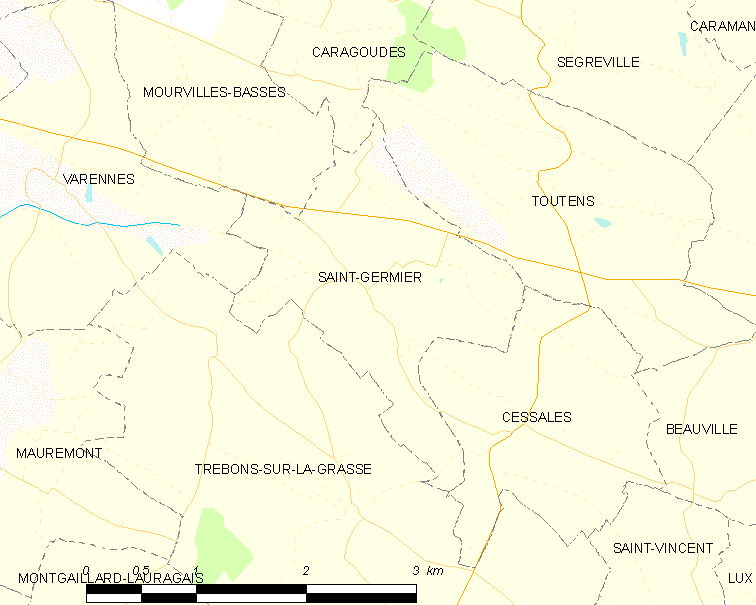
Карта коммуны

Коммуна расположена приблизительно в 600 км к югу от Парижа, в 28 км к юго-востоку от Тулузы.

## Климат
Климат умеренно-океанический. Зима мягкая и снежная, весна характеризуется сильными дождями и грозами, лето сухое и жаркое, осень солнечная. Преобладают сильные юго-восточные и северо-западные ветры.

## Население
Население коммуны на 2010 год составляло 103 человека.
| 1962 | 1968 | 1975 | 1982 | 1990 | 1999 | 2010 |
| ---- | ---- | ---- | ---- | ---- | ---- | ---- |
| 66   | 69   | 69   | 75   | 72   | 86   | 103  |

## Администрация
| Период | Период | Фамилия          | Партия       | Примечания |
| ------ | ------ | ---------------- | ------------ | ---------- |
| 1982   | 1997   | Анриет Дюпен     |              |            |
| 1997   | 2008   | Жерар Руке       | беспартийный |            |
| 2008   | 2020   | Эстер фон Эскриш |              |            |

## Экономика
В 2010 году среди 64 человек трудоспособного возраста (15—64 лет) 57 были экономически активными, 7 — неактивными (показатель активности — 89,1 %, в 1999 году было 64,6 %). Из 57 активных жителей работали 55 человек (28 мужчин и 27 женщин), безработных было 2 (0 мужчин и 2 женщины). Среди 7 неактивных 7 человек были учениками или студентами, 0 — пенсионерами, 0 были неактивными по другим причинам.